# 瓦列里娅·勒奇勒
瓦列里娅·勒奇勒（羅馬尼亞語：Valeria Răcilă，1957年6月2日—），罗马尼亚女子赛艇运动员。她曾代表罗马尼亚参加1980年和1984年夏季奥林匹克运动会赛艇比赛，获得一枚金牌和一枚铜牌。